# La Meilleraie-Tillay
 La Meilleraie-Tillay  es una población y comuna francesa, en la región de Países del Loira, departamento de Vendée, en el distrito de Fontenay-le-Comte y cantón de Pouzauges.

## Demografía
| 1377 | 1359 | 1479 | 1462 | 1504 | 1499 |
| Para los censos de 1962 a 1999 la población legal corresponde a la población sin duplicidades (Fuente: INSEE [Consultar]) |      |      |      |      |      |